# تارا بيري
تارا بيري هي عداءة سريعة كندية، ولدت في 20 نوفمبر 1974 في نيو ويستمينيستر في كندا.

## وصلات خارجية
- تارا بيري على موقع الاتحاد الدولي لألعاب القوى (الإنجليزية)
- تارا بيري على موقع أوليمبيديا (الإنجليزية)